# Rosemead
Rosemead è una città della Contea di Los Angeles, in California (Stati Uniti).